# Marius Muhunga
Marius Muhunga (dit MM) est un animateur culturel congolais évoluant pour le compte de Voice of America. Détenteur du trophée Muana Mboka, ancien journaliste de la Radio-Télé Kin Malebo et Raga Fm, il est connu en tant que chroniqueur musical dans l'espace congolais et encore plus pour avoir été le présentateur de Vodacom Superstar saison 3,,,.

## Réalisations
En janvier 2012, il lance depuis Kinshasa un programme téléréalité dénommé Tout est possible. S'inspirant du programme américain Les Maçons du cœur, il adapte le concept à sa manière, dans un contexte de chercher par sélection une personne démunie et trouver les moyens à travers quelques volontaires de lui venir en aide. Il choisit comme sponsor principal du programme la société de télécom Tigo et tourne durant 4 mois (de janvier à avril) mais le programme s'arrête après sa 5ème émission à la suite des décisions du sponsor.
En 2018, disparu des médias depuis quelque temps, le chroniqueur musical se trouve une place dans le journalisme politique depuis les États-Unis, où il lance un nouveau concept dénommé Marius chez vous, pendant lequel il traite des sujets politiques congolais avec ses téléspectateurs. Le programme connait un succès de son début, qui augmente son audience à travers les réseaux sociaux dans peu de temps.